# Philippe Saudé
Pour les articles homonymes, voir Saúde.
Philippe Saudé est un coureur cycliste français, né le 14 mars 1960 à Chauny, professionnel en 1983 et 1984, devenu entraîneur à la section cyclisme de l'US Créteil.

## Biographie
Philippe Saudé se classe en 1981 deuxième du Tour de Vendée amateur derrière Marc Gomez et troisième de Paris-Ézy. L'année suivante, il gagne une étape sur la Course de la Paix, une étape du Tour cycliste de l'Essonne et est troisième du Grand Prix de France.
Il intègre l'équipe Renault-Elf en 1983. Neuvième du championnat de France de cyclo-cross, il est également huitième du Samyn. L'année suivante, il participe au Tour d'Italie avec Laurent Fignon comme chef de file de Renault. L'équipe remporte le contre-la-montre par équipes. Fignon est à la lutte pour la victoire et porte le maillot rose avant la dernière étape. Lors de celle-ci disputée en contre-la-montre, Francesco Moser s'impose et remporte le classement final. Saudé termine à la 123e place. Il retourne dans les rangs amateur à la fin de l'année 1984.
Il est un des entraîneurs de la section cyclisme de l'US Créteil.

## Palmarès

### Amateur
- Amateur
  - 1976-1982 : 40 victoires
- 1981
  - Grand Prix de la ville de Pérenchies
  - 2e du Tour de Vendée amateurs
  - 2e de Paris-Épernay
  - 2e de Paris-Connerré
  - 3e de Paris-Ézy
- 1982
  - 12e étape de la Course de la Paix
  - Une étape du Tour de l'Essonne
  - Trois Jours de Vendée :
    - Classement général
    - 2e et 4e (contre-la-montre) étapes

  - 2e de la Ronde du Vélo d'or
  - 2e de Paris-Rouen
  - 2e du championnat d'Île-de-France sur route
  - 2e de la Palme d'or Merlin-Plage
  - 3e de Paris-Vierzon
  - 3e du Grand Prix de l'Équipe et du CV 19e
  - 3e du Grand Prix de France

### Professionnel
- 1984
  - 1re étape du Tour d'Italie (contre-la-montre par équipes)

## Résultats sur les grands tours

### Tour d'Italie
1 participation
- 1984 : 123e, vainqueur de la 1re étape (contre-la-montre par équipes).